# Apache Xalan
Xalan egy népszerű nyílt forráskódú szoftver könyvtár az Apache Software Foundation-től.
Eredetileg az IBM fejlesztette ki a LotusXSL néven, ami implementálja XSLT 1.0 XML transzformációs nyelvet és az XPath 1.0 nyelvet.
A Xalan XSLT processzor elérhető Java és C++ programozási nyelven.

## Külső hivatkozások
- Xalan Home page